# Роман Балашчук
Роман е архиерей на Православната църква на Украйна с титла митрополит виницки и брацлавски. Преди това – архиерей на Украинската автокефална православна църква, Митрополит Виницки и Брацлавски (1990 – 1992 и 1993 – 2018), както и на Украинската православна църква на Киевската патриаршия, Архиепископ Ривненски и Острозки (1992 – 1993) и на Константинополската патриаршия (2018)

## Биография
Роден е със светското име Микола Балашчук на 24 март 1953 година в село Блюдники, Халицкия район на Ивано-Франкивска област. В 1974 г. – постъпва в Ленинградската духовна семинария на Московската патриаршия, която завършва през 1978 г. В 1977 г. епископ Кирил Гундяев, бъдещият московски патриарх, ръкополага Роман Балашчук за дякон. В 1978 г. – ръкоположен е за свещеник от митрополит Никодим Ленинградски и Новгородски. В 1978 – 1990 г. – служи в енориите на Ивано-Франкивската епархия на Украинската екзархия на Руската православна църква. На 21 май 1990 г. приема монашеско постригване под името Роман.

## Участие в автокефалното движение
На 22 май 1990 г. в енорията на УАПЦ в с. Солукив, Долински район на Ивано-Франкивска област, е посветен в епископ Чернихивски и Сумски на УАПЦ. Ръкополагането се оглавява от митрополит Лвивски и Халицки, наместник на Киевския патриаршески престол Йоан (Боднарчук), който съслужи с епископ Тернополски и Бучацки Василий (Боднарчук), епископ Ивано-Франкивски и Коломийски Андрий (Абрамчук). На 5 май 1992 Архиерейският събор на УАПЦ го издига в сан архиепископ. През 1992 г. напуска УАПЦ и се присъединява към УПЦ КП, където на 16 септември повторно ръкополагат Роман. Хиротонията е извършена от митрополит Филарет (Денисенко), митрополит Переяславски и Сичеславски Антоний (Масендич), архиепископ Вишгородски Володимир (Романюк), и епископ Виницки и Брацлавски Софроний (Власов). През 1992 – 1995 г. – архиепископ Ривненски и Острозки на УПЦ КП. През декември 1995 отново се присъединява към УАПЦ. През 1995 – 2018 е архиепископ, митрополит Виницки и Брацлавски на УАПЦ. На 15 декември 2018 митрополит Роман участва в Обединителния събор на украинските православни църкви в „София Киевска“ и става архиерей на Константинополската патриаршия, а от 6 януари 2019 е архиерей на автокефалната Православна църква на Украйна.